# Phaseolus polytylus
Phaseolus polytylus är en ärtväxtart som beskrevs av Hermann August Theodor Harms. Phaseolus polytylus ingår i släktet bönor, och familjen ärtväxter. Inga underarter finns listade i Catalogue of Life.